# Jana Reh
Jana Reh (* in Karl-Marx-Stadt) ist eine deutsche Chanson- und Chorsängerin (Sopran).

## Leben
Reh studierte bis 1991 Gesang bei Gudrun Fischer an der Hochschule für Musik Franz Liszt Weimar. Zusammenarbeit mit Anneliese Kolberg. Danach war sie am Landestheater Mecklenburg in Neustrelitz, dem Deutsch-Sorbischen Volkstheater in Bautzen, dem Theater Görlitz und am Theater Frankfurt tätig. Seit 1999 gehört sie als Chorsolistin zum Ensemble der Komischen Oper Berlin. Interpretation von Werken der Komponisten Ortwin Benninghoff, Reiner Bredemeyer, Walter Thomas Heyn, Caspar René Hirschfeld, Andreas Peer Kähler und Kurt Schwaen. Reh hatte Auftritte bei Vier im Konzert mit Uschi Brüning, Annekathrin Bürger und Barbara Kellerbauer. 1998 erschien eine Produktion mit Werken Theodor Fontanes bei Deutschlandradio.

## Diskografie
- 2001: Liebsame Beschäftigung
- 2001: Opus
- 2002: Musik in Deutschland 1950–2000/Solo und Klavier 1945–1970
- 2002: Musik in Deutschland 1950-2000/Solo und Klavier 1970–2000